# واحة دنقل
واحة دنقل هي واحة بالقرب من الشلال الأول لنهر النيل في جنوب مصر. تقع جنوب غرب مدينة أسوان الحديثة. تعتبر واحدة من الواحات الهامة في مصر القديمة، وقد استخدمها الجنرال المصري ويني كنقطة انطلاق للتوغلات العسكرية في النوبة في عهد الملك المصري بيبي الأول.